# Konstandinos Kharalambidis
Konstandinos Kharalambidis (grec: Κωνσταντίνος Χαραλαμπίδης)  (Nicòsia, 25 de juliol de 1981) és un exfutbolista xipriota de la dècada de 2000.
Fou 78 cops internacional amb la selecció xipriota.
Pel que fa a clubs, fou jugador, entre d'altres, de APOEL FC, Panathinaikos FC, PAOK Salònica FC i FC Carl Zeiss Jena.